# Notoglanidium akiri
Notoglanidium akiri es una especie de pez de la familia Claroteidae en el orden de los Siluriformes.

## Morfología
• Los machos pueden llegar alcanzar los 10,7 cm de longitud total.

## Hábitat
Es un pez de agua dulce y de clima tropical.

## Distribución geográfica
Se encuentran en África: delta del Níger y ríos New Calabar y  Bonny (sur de Nigeria ).